# Onthophagus dynastoides
Onthophagus dynastoides là một loài bọ cánh cứng trong họ Bọ hung (Scarabaeidae).